# Universitatea din Pisa
Universitatea din Pisa (în italiană Università di Pisa, sau UniPi) este o universitate publică italiană situată în orașul Pisa. A fost fondată în 1343 printr-un edict al papei Clement al VI-lea. Este cea de-a 19-a universitate din lume ca vechime (de la data înființării) și cea de-a 10-a din Italia.. Această prestigioasă universitate este clasată în Top 10 la nivel național și în Top 400 mondial, potrivit ARWU și QS. Ea găzduiește și Grădina botanică din Pisa (Orto botanico di Pisa), cea mai veche grădină botanică din Europa, înființată în 1544.
Universitatea din Pisa face parte din „Sistemul Universitar din Pisa” (Sistema Universitario Pisano), care mai include Școala Normală Superioară (Scuola Normale Superiore di Pisa) și Școala de Studii Avansate Sant'Anna (Scuola superiore di studi universitari e di perfezionamento Sant'Anna). Universitatea are aproximativ 57.000 de studenți (dintre care 3.500 urmează studii de doctorat și de specializare superioară).

## Istoric

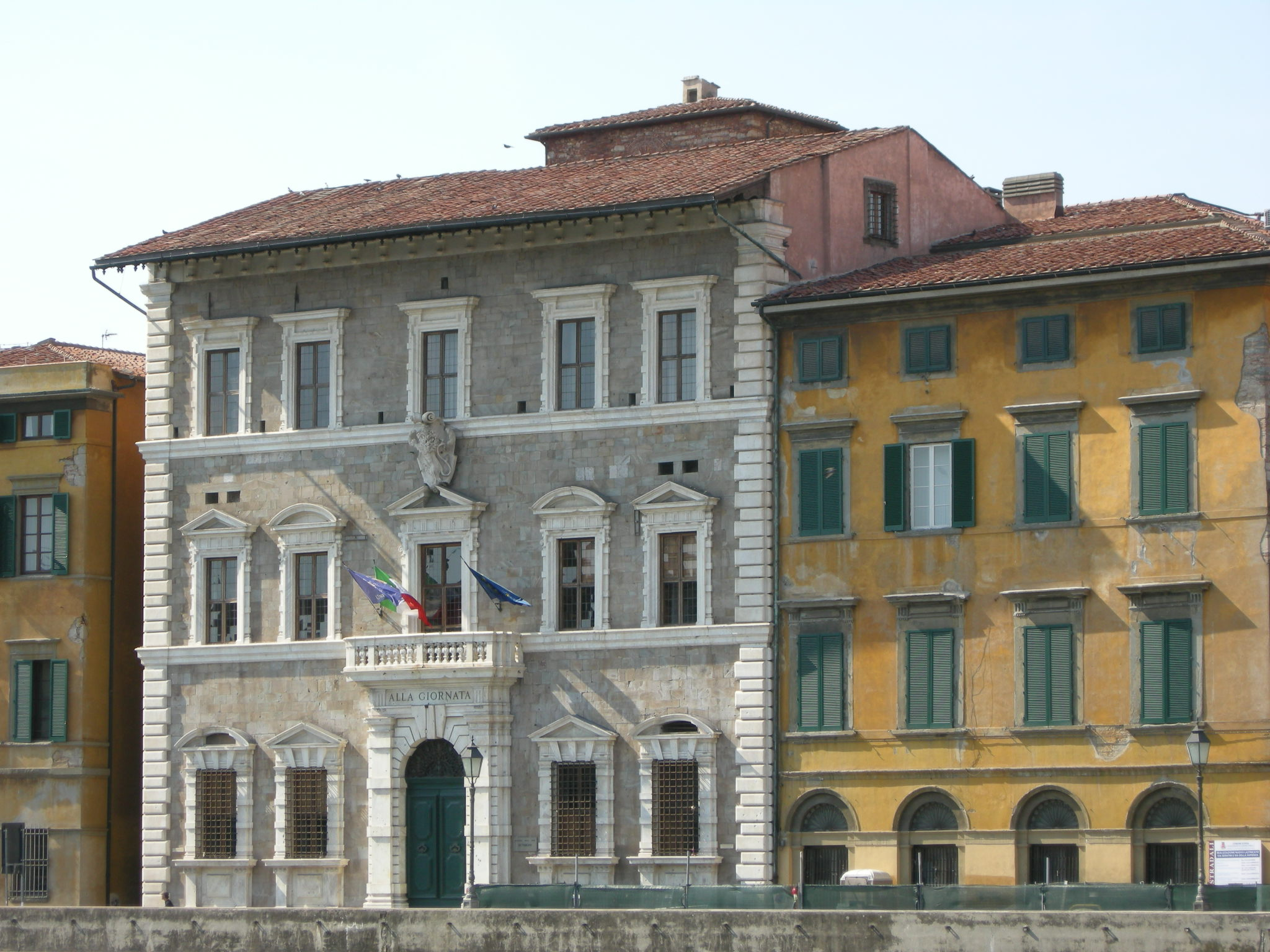
Palazzo alla Giornata, sediul actual al rectoratului

Universitatea din Pisa a fost înființată oficial pe 3 septembrie 1343. Cu toate acestea, o serie de cercetători susțin că originea sa datează din secolul al XI-lea.
Primele date certe privind prezența unei școli de drept laic și monahal în Pisa provin din a doua jumătate a secolului al XII-lea, atunci când Pisa reușise o remarcabilă dezvoltare economică. Din secolul următor datează primele documente care atestă prezența unor doctori în medicină și chirurgie. Cel mai vechi document păstrat despre această școală (Studium) pisană datează din 1338, când juristul Ranieri Arsendi de la Universitatea din Bologna s-a transferat la Pisa. El, împreună cu Bartolo da Sassoferrato, lector de drept civil, erau plătiți de către municipalitate pentru a preda lecții publice.
Prin bula papală In supremae dignitatis, emisă de papa Clement al VI-lea în Avignon la 3 septembrie 1342, este recunoscut Studium-ul din Pisa ca un Studium Generale (o instituție de educație fondată sau confirmată de o autoritate universală: Papa sau Împăratul). Această dată, 3 septembrie 1342, este considerată ca fiind data oficială de înființare a Universității din Pisa, iar cuvintele cu care începea bula papală, In supremae dignitatis, constituie și în prezent motto-ul Universității.
Câteva luni mai târziu, o altă bulă a aceluiași papă Clement al VI-lea, permitea și laicilor să participe la Studium, un lucru rar pentru acele vremuri, când accesul în universități era permis, în general, numai clericilor. În 1355 Universitatea din Pisa a fost recunoscută, de asemenea, și de către împăratul Carol al IV-lea.
Odată cu cucerirea Pisei de către Florența (1406), Studium-ul a intrat într-o perioadă de declin, iar unele componente ale sale au fost transferat la Pistoia, Prato și Florența. În secolul al XVI-lea s-a reluat însă dezvoltarea sa, ceremonia de redeschidere a universității la 1 noiembrie 1543, sub conducerea Ducelui Cosimo I de' Medici, fiind considerată ca o a doua inaugurare. Tot în timpul lui Cosimo I de' Medici a fost înființată Grădina botanică a universității, una dintre cele mai vechi din lume și care s-a păstrat până în prezent. De asemenea, a fost inaugurat sediul universității, Palazzo della Sapienza, a cărui construcție fusese începută de către Lorenzo de' Medici cu mai mult de o jumătate de secol înainte. A fost înființată catedra Semplici (botanică), titularul acesteia fiind Luca Ghini⁠(en)[traduceți], fondatorul Grădinii botanice a universității. El a fost urmat de Andrea Cesalpino, care a inițiat prima metodă științifică de clasificare a plantelor, și care este considerat și un precursor în descrierea circulației sanguine. Gabriele Falloppio și Marcello Malpighi au predat anatomie și medicină. Galileo Galilei, care s-a născut și a studiat în Pisa, a devenit profesor de matematică al acestei universități în 1589.

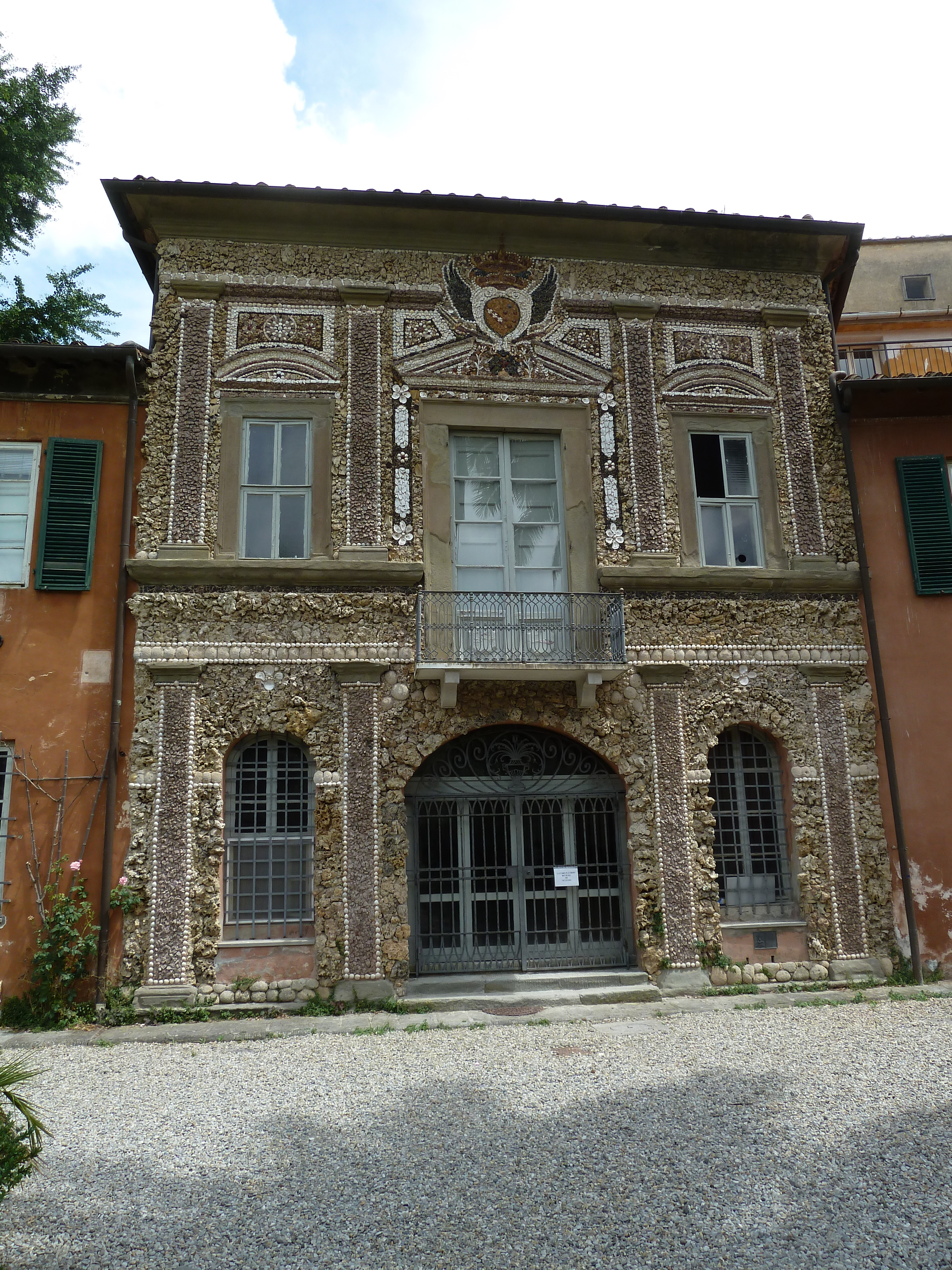
Grădină botanică - intrarea

În cursul secolelor al XVII-lea și al XVIII-lea Universitatea din Pisa a cunoscut o lungă perioadă de activitate intensă, în timpul căreia au predat aici profesori eminenți din Italia și alte țări din Europa. În această perioadă au fost înființate noile catedre de fizică și chimie, au fost extinse Grădina botanică și Muzeul de Științe Naturale și a fost finalizat Observatorul astronomic.
În perioada în care Toscana a fost anexată de Imperiul Napoleonian, Universitatea din Pisa a fost transformată în „Academie Imperială”, filială a Universității din Paris. Programele de studiu și cursurile au fost structurate după modelul educațional francez. Au fost înființate cinci noi facultăți: teologie, drept, medicină, științe și literatură). În 1810 a fost înființată Scuola Normale Superiore din Pisa, după modelul celebrei École normale supérieure din Paris.
În 1839, Universitatea din Pisa a găzduit primul congres al oamenilor de știință. Între 1 și 15 octombrie, peste patru sute de experți din diferite discipline au discutat subiecte legate de matematică, fizică, chimie, botanică, zoologie, anatomie comparată, fiziologie, geologie, mineralogie, geografie și agronomie, subliniindu-se cu această ocazie  importanța cercetărilor efectuate în universități pentru dezvoltarea diverselor domenii științifice.
După constituirea Regatului Italiei, prin Legea din 31 iulie 1862, Universitatea din Pisa a fost recunoscută ca fiind una dintre cele șase mari universități naționale italiene, împreună cu cele din Bologna, Padova, Torino, Napoli și Pavia.
Odată cu apariția Legii nr. 168 din 9 mai 1989 a fost recunoscută autonomia universitară (autonomie legislativă, administrativă, financiară și educațională), Universitatea din Pisa adoptând propriul statut și regulamentele sale interioare.

## Organizare și administrare
Universitatea din Pisa este formată din 11 facultăți și 57 de departamente. Facultățile oferă cursuri din următoarele domenii de studiu:
1. Agricultură
2. Drept
3. Economie
4. Farmacie
5. Inginerie
6. Limbi străine și Literatură
7. Literatură și Filozofie
8. Matematică, Fizică și Științe naturale
9. Medicină și Chirurgie
10. Medicină veterinară
11. Științe Politice

Studiile pentru doctorat sunt de obicei organizate de către departamente.
Cursurile sunt predate, în cea mai mare parte, în limba italiană, cu excepția unei serii de cursuri de la Facultatea de limbi și literaturi străine, a unor programe științifice, precum și a masteratelor în inginerie aerospațială (EuMAS) și a masteratelor în informatică și crearea de rețele (organizate în comun cu Scuola superiore di studi universitari e di perfezionamento Sant'Anna).
Universitatea din Pisa nu este organizată sub forma unui campus universitar unic, ea dispunând de mai multe clădiri amplasate în Pisa, îndeosebi în centrul orașului. Sediul rectoratului universității se află în Palazzo alla Giornata (it), un monument istoric datând de la sfârșitul secolului al XVI-lea.

## Clasări
- În 2011 Universitatea din Pisa s-a clasat pe primul loc între universitățile italiene și printre cele mai bune 30 de universități din Europa, potrivit Clasamentului Mondial al Universităților.[9][10][11]
- Times Higher Education World University Rankings a clasat Universitatea din Pisa printre cele mai bune 300 universități din lume.[12]
- Conform QS World University Rankings, Universitatea din Pisa se clasa pe locul 115 în lume în domeniul Științelor naturale, pe locul 148 în domeniile Arte și Științe umaniste, pe locul 168 în domeniile Inginerie și Tehnologia informației și pe locul 298 în domeniul Bioștiințelor.[13]
- Conform U.S. News & World Report, Universitatea din Pisa se clasa în 2011 printre cele mai bune 300 de universități din lume.[14]
- În cadrul „Clasamentului European de Cercetare”, care se bazează pe datele puse la dispoziția publicului de Comisia Europeană, Universitatea din Pisa se clasează printre cele mai bune din Italia și printre cele mai performante instituții de cercetare europene.[15]

## Persoane notabile
Printre profesorii care au predat de-a lungul timpului la Universitatea din Pisa se numără:
- Anatomiștii Marcello Malpighi, Gabriele Falloppio
- Matematicienii Eugenio Beltrami, Enrico Bombieri, Giovanni Alfonso Borelli, Sergio Campanato, Benedetto Castelli, Corrado De Concini, Ennio De Giorgi, Luigi Guido Grandi
- Fizicienii Bernard H. Lavenda, Carlo Matteucci, Roy McWeeny, Giulio Racah, Gian Carlo Wick
- Istoricii Jože Pirjevec, Pasquale Villari
- Filosofii Armando Carlini, Arnold Davidson, Dominic de Flandra, Lorenzo Magalotti, Ugo Spirito

Dintre numeroasele persoane notabile care au absolvit Universitatea din Pisa pot fi amintite:
- Oameni politici: Giuliano Amato, Carlo Azeglio Ciampi, Massimo D'Alema, Enrico Letta, René Préval
- Conducători religioși: papii Clement al IX-lea, Clement al XII-lea, Leon al X-lea, Paul al III-lea, Urban al VIII-lea și cardinalul Cesare Borgia
- Matematicieni: Enrico Betti, Cesare Burali-Forti, Bonaventura Cavalieri, Giovanni Ceva, Guido Fubini, Giovanni Salvemini, Vito Volterra
- Fizicieni: Galileo Galilei, Antonio Pacinotti, Franco Rasetti, Enrico Fermi, Carlo Rubbia
- Filosofi: Francesco Cattani da Diacceto, Aldo Gargani, Giovanni Gentile, Eufrosin Poteca, Jiyuan Yu
- Alții: Andrea Bocelli, Tiziano Terzani, Remus Opreanu, Giosuè Carducci, Carlo Chiti